# Guiana Island
Guiana Island (lub Guana Island) – niewielka, niezamieszkana obecnie, wyspa Morza Karaibskiego, położona u północno-wschodnich wybrzeży Antigui.

## Położenie
Leży pomiędzy półwyspem Parham a wysepką South Beach. Od półwyspu oddziela ją bardzo wąska cieśnina, o szerokości zaledwie 30 m.

## Wielkość
Jest czwartą pod względem powierzchni wyspą Antigui i Barbudy (pow. 1,21 km² lub 1,8 km²). Jej długość wynosi ponad 3 km, natomiast szerokość nie przekracza 450 m. Najwyżej położony fragment wyspy wznosi się 14 m n.p.m.

## Demografia
Obecnie niezamieszkana, przez okres 32 lat (lata 1966–1998) posiadała 2 mieszkańców. Było nimi małżeństwo pochodzące z Walii, hodujące duże stado owiec i kilka danieli.

## Środowisko
Wyspa jest ostoją daniela.